# Lew Allen, Jr.

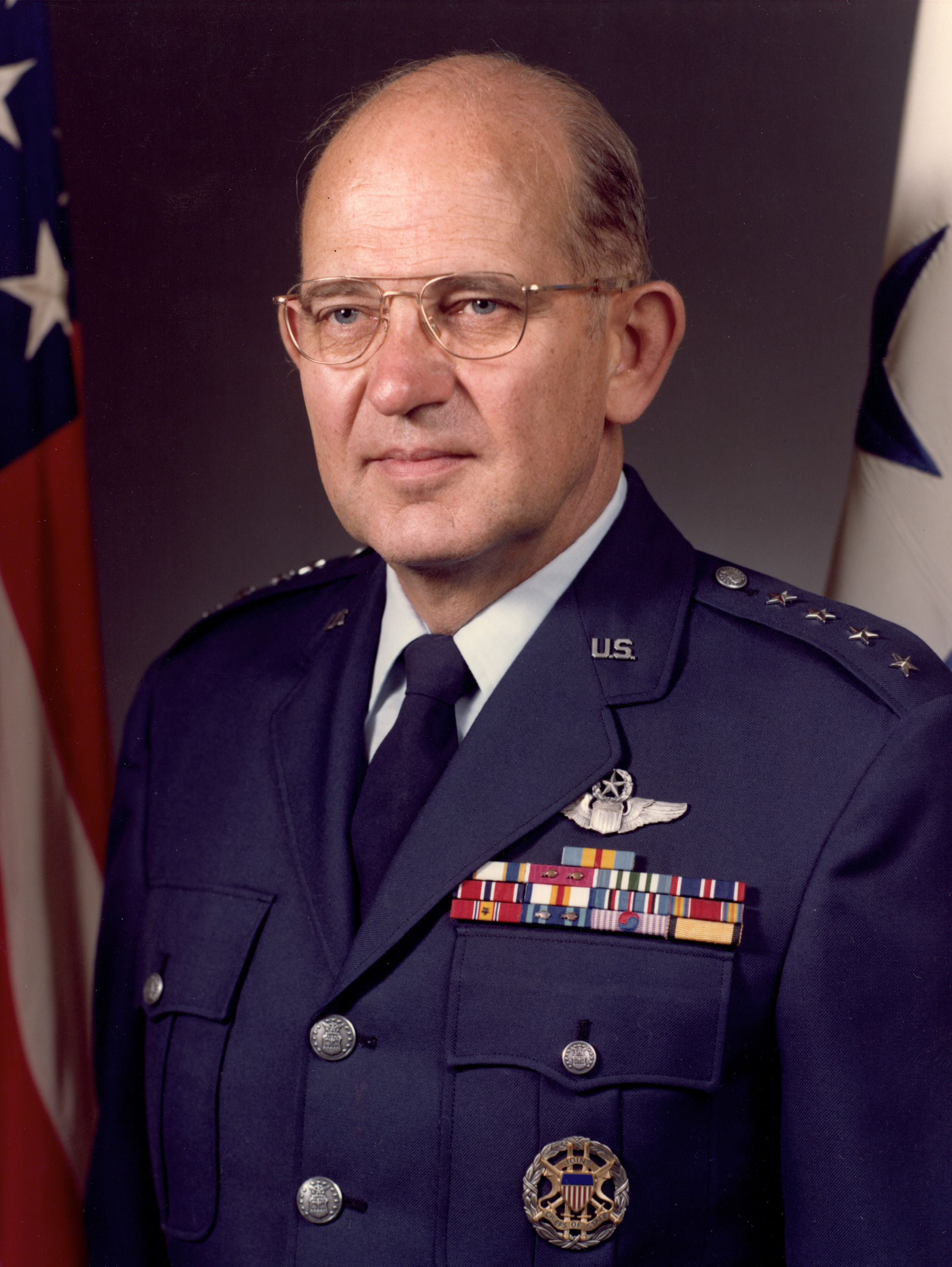
General Lew Allen, Jr.

Lew Allen, Jr. (* 30. September 1925 in Miami, Florida; † 4. Januar 2010 in Potomac Falls, Virginia) war ein US-amerikanischer General der US Air Force, Direktor der National Security Agency (NSA), Chief of Staff of the Air Force sowie Leiter des Jet Propulsion Laboratory am California Institute of Technology (CALTECH).

## Biografie

### Militärische Ausbildung
Lew Allen Jr. wuchs nach der Scheidung seiner Eltern in Gainesville (Texas) auf und trat nach der Schulausbildung in die US Air Force ein. 1946 schloss er seine militärische Ausbildung an der US-Militärakademie in West Point ab und war anschließend Pilot des Boeing B-52-Bombers in der Naval Air Station Joint Reserve Base in Carswell. Anschließend absolvierte er ein Postgraduiertenstudium der Kernphysik an der University of Illinois und schloss dieses Studium 1952 mit einem Master of Science ab. 1954 erwarb er darüber hinaus einen Doktortitel in Physik.
Danach begann er eine Laufbahn als Spezialist für die militärischen Effekte von Atomwaffen. Daneben betrieb er Studien von Nuklearexplosionen in großen Höhen und entwickelte Satelliten- und Raketensysteme.

### Direktor der NSA und Project Shamrock

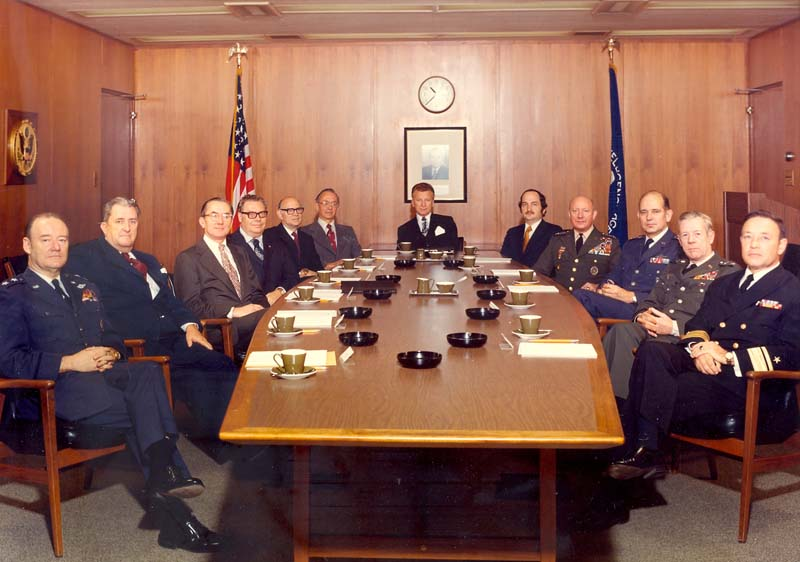
Generalleutnant Lew Allen, Jr. (Dritter von rechts) auf einer Sitzung des Militärischen Nachrichtendienstausschusses MIB (Military Intelligence Board) 1973

Am 15. August 1973 wurde Generalleutnant Lew Allen Jr. von US-Präsident Richard Nixon zum Direktor der National Security Agency (NSA) ernannt, dem für die weltweite Überwachung und Entschlüsselung elektronischer Kommunikation zuständigen Nachrichtendienst der USA.
Während dieser Zeit begann auch die Untersuchung der öffentlich kritisierten Telekommunikationsüberwachung (Project Shamrock) von Auslandsgesprächen US-amerikanischer Staatsangehöriger. In Anhörungen vor dem Kongress der Vereinigten Staaten führte er jedoch nur wenig über die Arbeit der Agentur aus. Vor dem Geheimdienstausschuss (House Permanent Select Committee on Intelligence) des US-Repräsentantenhauses erklärte er im August 1975, dass „unkluge Offenbarungen“ („unwise revelations“) die Interessen der USA untergraben könnten. Zwei Monate später erklärte er im Oktober 1975 vor dem Geheimdienstausschuss des US-Senats (United States Senate Select Committee on Intelligence) unter der Leitung des demokratischen Senators Frank Church, dass die Agentur tatsächlich zwischen 1967 und 1973 die Telekommunikationsverbindungen von 1600 US-amerikanischen Staatsangehörigen, die auf einer Überprüfungsliste standen, überwacht hätte. Dieses Belauschen hätte laut Generalleutnant Allen „einen größeren terroristischen Angriff“ verhindert. Daneben sei das Einschiffen mehrerer großer Drogenlieferungen in die USA abgewendet worden.
Diese Enthüllungen führten zur Einrichtung eines Geheimgerichts zur Erteilung der Erlaubnisse für nationale Telefonüberwachung. Zugleich begann eine nach wie vor aktuelle Debatte zwischen den Personen, die die Techniken der Agentur aufdringlich und verfassungswidrig halten und denen, die denken, dass die Handlungen der Regierung notwendig zur Aufrechterhaltung der nationalen Sicherheit seien.

### Generalstabschef der US Air Force und Direktor des NASA-Labors
Nach seinem Ausscheiden als Direktor der NSA am 4. Juli 1977 wurde er zum General befördert und wurde zunächst Stellvertretender Generalstabschef der US-Luftwaffe (Vice Chief of Staff of the Air Force).
Danach war General Allen zwischen dem 1. Juli 1978 und dem 30. Juni 1982 Generalstabschef der US-Luftwaffe (Chief of Staff of the Air Force) und damit einer der wichtigsten militärischen Berater der US-Präsidenten Jimmy Carter und Ronald Reagan. Am 30. Juni 1982 wurde er in den Ruhestand versetzt.
Im Anschluss folgte am 22. Juli 1982 seine Ernennung zum Direktor des Jet Propulsion Laboratory, dem für den Bau und die Steuerung von Satelliten und Raumsonden der NASA zuständigen Laboratorium.
In dieser Funktion war er bis zum 31. Dezember 1990 tätig und damit verantwortlich für das unbemannte Raumfahrtprogramm der NASA während eines Zeitraums, in dem zunehmend die Entwicklung von weltraumbezogenen Verteidigungsprogrammen eine Rolle spielte. In dem in Pasadena sitzenden Laboratorium hatte er die Aufsicht über die Galileo-Mission zum Planeten Jupiter im Oktober 1989, mit der der Einschlag des Kometen Shoemaker-Levy 9 auf dem Jupiter beobachtet werden konnte. Neben der Erforschung des Planets Venus durch die Sonde Magellan erfolgten auch die Vorbeiflüge an den Planeten Uranus am 24. Januar 1986 und Neptun am 25. August 1989 durch die Raumsonde Voyager 2.
1990 leitete er eine Untersuchung der NASA zu einem fehlerhaften Spiegel des 1,5 Milliarden US-Dollar teuren Hubble-Weltraumteleskops, das im Mai 1990 seinen Dienst aufnahm, jedoch nur verschwommene Bilder lieferte. In seinem im November 1990 veröffentlichten Bericht schlussfolgerte er, dass ein beim Hersteller des Spiegels, PerkinElmer, verwendetes fehlerhaftes Messinstrument Schuld am falschen Schliff des Spiegels war. Die der US-Regierung dadurch entstandenen Kosten betrugen 25 Millionen US-Dollar.

## Auszeichnungen
Auswahl der Dekorationen, sortiert in Anlehnung der Order of Precedence of the Military Awards:
- Defense Distinguished Service Medal
- Air Force Distinguished Service Medal
- Legion of Merit
- Joint Service Commendation Medal

Für seine Verdienste um die NASA wurde er 2007 in die Air Force Space and Missile Pioneers Hall of Fame aufgenommen. Außerdem wurde der Asteroid (4125) Lew Allen nach ihm benannt.